# Harald Wessbecher
Harald Wessbecher (* 20. April 1954 in Karlsruhe; † 8. September 2015) war ein deutscher Buchautor und bot esoterische Seminare an. Er bezeichnete sich selbst auch als „Heiler“ und gab an, ein Medium zu sein. Wessbecher lebte in der Nähe von Zürich.
Harald Wessbecher wuchs in einem streng religiösen Elternhaus auf. Mit 12 Jahren hatte er nach eigenen Angaben ein „übersinnliches Erlebnis“. Er studierte Architektur an der Universität Karlsruhe und besuchte danach das College of Psychic Studies in London.
Wessbecher arbeitete als Mitarbeiter am Institut für Bewusstseinsforschung von Robert Allan Monroe im US-Bundesstaat Virginia, dem Erfinder der so genannten Hemisphärensynchronisation, bei der durch über Kopfhörer eingespielte Töne angeblich eine Synchronisation beider Gehirnhälften erreicht werden soll. Nach Monroes Vorbild nahm Wessbecher ab Ende der 1980er Jahre Kassetten unter Verwendung der HemiSync-Technologie in deutscher Sprache und mit seiner Stimme auf. Zu dieser Zeit begann er auch, esoterische Seminare anzubieten.
Mitte der 1990er Jahre ließen die Erben des verstorbenen Robert Monroe Wessbecher die Benutzung der Hemisync-Technologie gerichtlich verbieten. Wessbecher erfand daraufhin eigene Technologien, die dazu dienen sollen, den Zustand der Trance (Tiefenentspannung) zu erreichen. Es gibt inzwischen über 100 von Wessbecher besprochene Tonträger dieser Art zu verschiedenen Themen.
Auf so genannten Channeling-Seminaren trat Harald Wessbecher als Medium auf, wobei die Antworten auf Fragen aus dem Publikum angeblich von „Harald 2“ stammen.

## Publikationen (Auswahl)
- Entfalte Deine Bestimmung. Lebe so, wie es Dir entspricht und gefällt. Integral Verlag 2003, ISBN 3-7787-9113-3
- Die Energie des Geldes. Finanzielle Freiheit durch spirituelles Geldbewusstsein. Heyne Verlag 2004, ISBN 3-453-70004-X
- Die Energie der Wünsche. Wie Sie das Leben nach Ihrem freien Willen gestalten. Integral Verlag 2004, ISBN 3-7787-9137-0
- Das Magische Selbst befreien. Ansata Verlag 2005, ISBN 3-7787-7293-7
- Das dritte Auge öffnen. Ansata Verlag 2006, ISBN 3-7787-9171-0